# Thiodolf Bernhard Borgh
Thiodolf Bernhard Borgh, född den 25 september 1827 i Stockholm, död den 12 juni 1905 i Södertälje, var en svensk militär.
Thiodolf Bernhard Borgh var son till kapten Per Adolf Borgh och Marie Louise Ouchterlony. Han blev officer 1849, kapten vid Svea artilleriregemente 1866, major 1874 och överstelöjtnant 1878. Borgh var kommendant i Visby 1879–1881 och samtidigt tygmästare och artilleribefälhavare på Gotland. Han var tillförordnad militärbefälhavare på Gotland 1880, 1881 och 1882. Borgh avgick 1884. Han blev riddare av Svärdsorden 1871. Borgh vilar på Solna kyrkogård.